# Paul Levitz
Paul Levitz (nacido el 21 de octubre de 1956) es un guionista, editor y ejecutivo estadounidense relacionado con la industria del cómic. Presidente de DC Comics desde 2002 hasta 2009, ha trabajado para la editorial durante más de 35 años en una amplia variedad de puestos. Junto a la editora Jenette Kahn y al editor jefe Dick Giordano, Levitz fue responsable de la contratación de guionistas como Marv Wolfman y Alan Moore; artistas como George Pérez, Keith Giffen, y John Byrne, y la editora Karen Berger, que contribuyó a la revitalización de la línea de cómics de la compañía durante los años 80.

## Juventud y educación
Levitz nació en Brooklyn, Nueva York, hijo de Hannah y Alfred Levitz. Estudió en la Stuyvesant High School. Durante su estancia allí revivió la difunta revista de cómics de la escuela, The Comic Reader, la cual, según Levitz, fue el primer fanzine publicado regularmente sobre noticias del mundo del cómic. Bajo la edición de Levitz, The Comic Reader ganó dos Premios Comic Art Fan al mejor fanzine. Uno de los profesores de Levitz, el futuro ganador del Premio Pulitzer Frank McCourt, quedó tan impresionado con el trabajo de Levitz que hizo que apareciese en el programa de radio de su hermano.

## Carrera
Durante el curso de su investigación para The Comic Reader, Levitz llegó a ser bien conocido en las oficinas de DC Comics, donde, en diciembre de 1972, el editor Joe Orlando le dio su primer trabajo como freelancer, inicialmente escribiendo páginas de texto y correo de los lectores, y más tarde trabajando como editor asistente, hasta que empezó a escribir historias. Levitz estudió más tarde Administración de Empresas en la Universidad de Nueva York, pero no había tenido educación formal en escritura, más allá de un curso sobre periodismo. Abandonó tras tres años para concentrarse en su carrera en los cómics.
Después de trabajar como editor asistente de Joe Orlando, en 1976 Levitz "cumplió el sueño de su vida" al convertirse en editor de Adventure Comics en la víspera de su vigésimo cumpleaños. Más adelante, fue editor de los títulos de Batman.
Como guionista, Levitz es conocido por su trabajo para la serie de La Legión de Super-Héroes, que escribió desde 1977 hasta 1979 y desde 1981 hasta 1989. Levitz escribió el número especial All-New Collectors' Edition #C-55 (1978), dibujado por Mike Grell, en el que los miembros de la legión Saturna y Relámpago se casaron. Levitz y los dibujantes James Sherman y Joe Staton crearon "Earthwar", un arco argumental de cinco números en Superboy and the Legion of Super-Heroes #241–245 (julio- noviembre de 1978). Junto a Keith Giffen, realizó "La saga de la gran oscuridad", una de las historias más conocidas de la Legión, en los números 290 a 294 de Legion of Super-Heroes vol. 2. El historiador de cómics Les Daniels observó que "trabajando con el dibujante Keith Giffen, Levitz completó la transformación de la Legion en una saga de ciencia-ficción de profundidad y ámbito considerable." En agosto de 1984, Levitz y Giffen lanzaron una nueva serie de la Legión de Super-Héroes.
Con el dibujante Steve Ditko, Levitz creó los personajes Stalker y la versión del Príncipe Gavyn de Starman. Escribió la serie de la Sociedad de la Justicia en All Star Comics durante los últimos años 70 y creó al personaje de La Cazadora, junto a Joe Staton. Él y Staton escribieron la historia de origen de la JSA en el número 29 de DC Special. El librero Lucien, un personaje utilizado más tarde por Neil Gaiman en la serie The Sandman, fue creado por Levitz y el artista Néstor Redondo.
Levitz se convertiría finalmente en editor, y fue vicepresidente y vicepresidente ejecutivo de DC Comics, antes de asumir el puesto de presidente en 2002. En 2006, Levitz volvió a escribir la Sociedad de la Justicia, en el número 82 de JSA, completando ese volumen antes del relanzamiento de la serie por parte del guionista Geoff Johns.
El 9 de septiembre de 2009, se anunció que Levitz abandonaba su puesto como presidente y editor de DC Comics para actuar como Editor y Consultor para la recién creada DC Entertainment, y se convirtió en el guionista del volumen 2 de Adventure Comics y del volumen 6 de la Legion of Super-Heroes.
Levitz mencionó en una entrevista de agosto de 2010 que estaba trabajando en su "primer libro genuino". Su 75 años de DC Comics: El arte de la construcción de mitos moderna fue publicada por Taschen America, LLC en noviembre de 2010.
Adicionalmente a la Legión de Súper-Héroes, Levitz escribió la serie World's finest, inicialmente dibujada por George Pérez y Kevin Maguire. Levitz y Keith Giffen colaboraron en los números 17 y 18 de Legion of Super-Heroes en 2013. Levitz escribió una biografía del creador de cómics Will Eisner en 2014. Levitz recibió el Premio Dick Giordano Hero Initiative al humanitario del año" en septiembre de 2013 Comic-Con de Baltimore. Se unió al Consejo de Administración de Boom! Studios en febrero de 2014.

## Vida personal
Levitz tiene tres hijos: Nicole, que trabaja en la sanidad pública; Philip, abogado; y Garret, que trabaja en la industria del entretenimiento.
Levitz considera su etapa en la serie de la Sociedad de la Justicia de América en All-Star Comics como su favorita. Su escritor de ciencia ficción favorito es Roger Zelazny, J. R. R. Tolkien es su escritor de literatura fantástica favorito, David McCullough es su escritor favorito de novela histórica y Agatha Christie es su escritora favorita de novelas de misterio.